# Войцех Модест Амаро
Войцех Модест Амаро з дому — Басюра (пол. Wojciech Modest Amaro; 12 лютого 1972, Сосновець) — польський шеф-кухар та ресторатор.

## Біографія
Закінчив Технікум електроніки. Після завершення навчання, долучився до галузі громадського харчування. Практикував поряд з кухарами, такими як Ален Дюкасс, Яннік Аллено та Ферран Адріана.
У 2008 році Міжнародною академією гастрономії йому присвоєно звання титул «Chef de L'Avenir». У Варшаві відкрив ресторан Atelier Amaro, який у 2013 році був першим рестораном у Польщі, який був відзначений зіркою Мішлен.
Є автором двох книг: «Природа польської кухні» та «Польська кухня XXI століття», які в 2010 році отримали Гран-прі у категорії «Кулінарна література» Міжнародної академії гастрономії в Парижі.
Був присяжним кулінарного реаліті-шоу Polsat «Top Chef» (2013—2016, 2018) та був ведучим програми «Hell's Kitchen. Пекельна кухня» (2014—2016).

## Приватне життя
Одружився з Агнешкою. Мають двох синів: Ніколяса та Габріеля.